# Ay (saint)
Pour les articles homonymes, voir Ay.
Saint Ay ou saint Agyl (Agylus), mort en 593, est un saint célébré dans le diocèse d'Orléans.
Saint chrétien, il est fêté localement le 31 août.

## Histoire et tradition
Saint Ay était vicomte d'Orléans et juge de la ville, réputé sévère. L'influence de saint Mesmin l'empêcha de punir durement l'un de ses serviteurs qui avait commit un méfait. Son expérience l'amena à faire bâtir une chapelle dédiée à la Vierge Marie. Il s'adoucit et mena une vie plus évangélique, puis décida d'un pèlerinage à Jérusalem.
À son retour, il mourut d'une fièvre fatale, et saint Avit, abbé de Saint-Mesmin de Micy lui donna l'extrême-onction avant de mourir le 30 août 593.
Enterré dans la chapelle Notre-Dame qu'il avait voulu, celle-ci fut renommée à sa mémoire. La chapelle Saint Ay est devenue le chœur de l'église actuelle, classé monument historique.

### Articles liés
- Saint-Ay
- Abbaye Saint-Mesmin de Micy